# Nicole Muyshondt
Nicole Muyshondt (Mortsel, 15 mei 1949) is een Belgisch voormalig politica voor VLD / Open Vld. Ze was burgemeester van Lint.

## Levensloop
Na de gemeenteraadsverkiezingen van 2000 werd Muyshondt als nieuwkomer in de politiek meteen aangesteld als schepen van Lint. In maart 2005 volgde ze Xavier Van Rooy op als burgemeester nadat deze onverwacht aan een hartstilstand was overleden. Bij de lokale verkiezingen van 2006 behaalde ze 336 voorkeurstemmen. Ze werd aangesteld als schepen in het college van Stanny Tuyteleers (CD&V), waar ze de bevoegdheden 'financiën, bibliotheek, patrimonium, volksgezondheid en gezin' had. Bij de lokale verkiezingen van 2012 kwam ze niet opnieuw op.
In 2005 kwam ze in opspraak in een zaak betreffende belangenvermenging rond een grondeigendom. In januari 2009 werd ze echter vrijgesproken, de rechtbank meende de feiten niet bewezen.
Muyshondt was namens de gemeente Lint bestuurder bij de intercommunale IVEKA.